# Polygyra polita
Polygyra polita är en snäckart som beskrevs av Henry Augustus Pilsbry och Hinkley 1907. Polygyra polita ingår i släktet Polygyra och familjen Polygyridae. Inga underarter finns listade i Catalogue of Life.